# Чёрный, Дмитрий Владимирович
Дми́трий Влади́мирович Чёрный (род. 10 марта 1975, Москва) — российский поэт и музыкант, журналист и писатель, общественный деятель левого толка. Лидер рок-группы «Эшелон». Публицист и литературный критик, главред еженедельника «Литературная Россия». Член Союза журналистов. Представитель литературного направления «радикальный реализм». 
Бывший член КПРФ, секретарь по идеологии московского комсомола. Бывший член Объединённой коммунистической партии, член президиума Центрального комитета (2017-18), член Центральной ревизионной комиссии. Один из лидеров Союза коммунистической молодёжи. В 2023 году покинул СКМ РФ и ОКП.

## Биография
Потомок дворян и внук сотрудницы Н. К. Крупской.
Рассказывал, что его бабушкина семья — Былеевых-Успенских, а прадед был секретарь Московской дворянской опеки.
Двоюродный брат Вано Авалиани — джазовый барабанщик.
В 1992 году окончил экспериментальную общеобразовательную школу № 91 (учился в литературном классе, первый выпуск по программе Г. Н. Кудиной и З. Н. Новлянской «Литература как предмет эстетического цикла» — по М. М. Бахтину). Окончил музыкальную школу по классу фортепиано. Окончил Московский психолого-педагогический университет, психолог, преподаватель психологии, там же окончил аспирантуру. Также учился в Российском открытом университете. Работал школьным психологом.
Вспоминал: «В 1991-м я был позорно аполитичен, вскормлен „Гражданской Обороной“, конец девяностых провёл с анархистами, в движении „За анонимное и бесплатное искусство“, участвовал в кампании „Против всех“, но в душе был советским патриотом больше». Затем включился в борьбу за сохранение исторической застройки в Москве, непосредственно в связи с чем вступает в СКМ.
Описывал те события в поэме «Дом».
В 2022 году избран на должность генерального директора еженедельника «Литературная Россия».

### Общественно-политическая деятельность
В 2000 году вступил в Союз коммунистической молодёжи Российской Федерации. С 2001 года штатный сотрудник Комиссии ЦК КПРФ по патриотическому воспитанию молодёжи. В начале 2003 года избран первым секретарём Центральной окружной организации СКМ РФ Москвы, с 2005 года избран секретарем по идеологии в Московском городском комитете СКМ. Являлся членом ЦК СКМ.
На протяжении трех лет с сентября 2004 года по июль 2007 года администрировал официальный сайт КПРФ КПРФ.ру.С 2014 по 2023 являлся членом ОКП, являлся членом её ЦК (2017-18), членом её ЦРК.

Примером преимущественно политического решения проблемы [гражданской позиции] мне представляется творчество поэта и прозаика Дмитрия Черного, эволюционировавшего от авангардистских публикаций в альманахе «Вавилон» до деятельности комсомольского вожака — что сказалось и на эволюции его поэтики: от изощренных в языковом и образном отношении стихов книги «Выход в город» через «новолефовскую» поэму «Дом» Черный перешел к «радикальному реализму» романа «Поэма столицы».— Данила Давыдов, Новое литературное обозрение, 2008, № 93
Выступает критиком существующего политического строя в России, политики президента Владимира Путина, пропрезидентских организаций. Является сторонником коммунистической идеологии. В 2019 году называл КПРФ — «проверенный костыль сил олигархии». Называл «мои давние киевские друзья» объединение «Боротьбу».
В 2023 году покинул ОКП из-за расхождений в оценках вторжения России в Украину.

### Литературная деятельность и журналистика
По словам самого Чёрного, он начинал творческую деятельность в союзе молодых литераторов «Вавилон», основанном поэтом Дмитрием Кузьминым. С 2000 года публиковался в газетах «Выход есть», «Советская Россия». С 2001 года журналист газеты «Молодёжная политика». В 2002—2004 годах работал в еженедельнике «Независимое обозрение».
С 2004 года в интернет-журналистике.
Публиковался на сайтах «Правда-info», «Коммунист.Ru» (с 2001 года), КПРФ.Ru, «Форум.мск». В августе 2020 года главным редактором последнего, А. Барановым, отстранен на ФОРУМе.мск от работы (работал там с 2005 года, являлся редактором).
В настоящее время ведущий РАДРЕАЛа.su.
В 2014—2018 гг. сотрудничал с газетой «Литературная Россия», публиковался там и прежде. Екатерина Маркова, называющая его одиозным и «страшно талантливым», отмечала, что «ЛР» «сильно покраснела» с появлением Черного в ней.
Публиковался в газете «Независимая газета — Ex libris», литературном журнале «Наш современник». В 2009 году Дмитрий Кузьмин критически отозвался о дальнейшей эволюции творчества Чёрного. В 2013 году за высказывание в прессе неоднозначного мнения о личности и творчестве Захара Прилепина лишён возможности публиковаться на курируемом тем сайте «Свободная пресса». Не единожды интервьюировал Сергея Удальцова.
Идейный вдохновитель и составитель сборника статей «Поколение Егора», литературного трибьюта, приуроченого к 50-летию Егора Летова, выпущенного издательством «Литературная Россия» в 2014 году.
В интервью 2016 года отмечал, что «берется за биографию Всеволода Кочетова».
Первый поэтический сборник «Выход в город» выпустил в 1999 году; «первую свою политизированную и вторую по счёту вообще книгу стихов в 2000-м „Револ материал поэмы Дом“ я издавал под лейблом „Юность“, который имелся у издателя журнала „Вавилон“ Димы Кузьмина про запас, видимо, для таких отморозков… И суть совпадала с обложкой стопроцентно. Это была неистовая, беспощадная даже Юность с большущей указующей на собеседника буквы „Ю“. Are Ю ready for the revolution? „Поэма-инструкция бойцам революции“ (вместе с Манифестом радикального реализма) вышла там же, в 2001-м»; всего опубликовал четыре книги стихов. Автор трёх романов: «Поэма Столицы» (Кирилл Решетников в связи с ней написал, что большая литература возвращается), «Верность и ревность» (ОГИ, 2012; по словам автора: «это книга о женщинах, о любовании, возведённом в принцип, о Любовании как новом чувстве человечества, сменяющем Любовь») и «Времявспять» («о том, как в августе 1991-го года историческое время повернуло СССР вспять, как силами самих оболваненных перестройкой масс часы Истории пошли назад»). Приверженец радикального реализма, полагает себя пролетарским писателем. Как замечал Роман Сенчин о Черном, он «пишет вообще, по-моему, зачастую не совсем внятно, выражается словно через ухмылку, словами жонглирует».
В начале 2022 года избран на должность генерального директора еженедельника «Литературная Россия», что инициировал главред указанного издания, писатель Владимир Владимирович Ерёменко. Такое решение раскритиковал прежний главред, редактор интернет-портала «Литературная Россия» Вячеслав Огрызко, отметивший в своей интернет-публикации следующие подробности:
«Чёрный честно признавался, что ему всегда жгли руки „путинские рублики“, то есть та зарплата, которая ему выдавалась за счёт Фонда Президентских грантов. Но он, по его словам, терпел — лишь бы добиться своего и подстроить писательский еженедельник под нужды левых радикалов с экстремальными взглядами. И вот теперь Ерёменко, который когда-то с удовольствием печатал разоблачавшие великого Ленина статьи, вернул пламенного ленинца и ненавистника Кремля в газету, и не просто вернул, а сделал его генеральным директором, поручив ему заниматься, в том числе, выбиванием обещанных покровителями грантов. Но это уже сильно задело новых опекунов Ерёменко».
В то же время сам Дмитрий отмечал:
«Мы, нынешняя команда, пришли в Союз Писателей в декабре 2021-го, когда газета была на грани закрытия — в силу гигантских долгов и (вследствие этого же фактора) потерянного бывшим главредом Огрызко помещения редакции на Цветном-32. Как верно в ЦДЛ прошлой осенью заметил заместитель главного редактора Алексей Борзенко, — в прошлом и сотрудник „ЛР“, и военкор, — мы не новые, мы старые кадры».
28 февраля 2024 года председатель Совета учредителей, председатель редколлегии газеты "Литературная Россия" Владимир Ерёменко покинул должность главного редактора, и на собрании учредителей предложил выбрать на должность главного редактора «Литературной России» Дмитрия Чёрного. Его предложение единогласно одобрено. 

### Музыка
С 1990 года выступает в школьной рок-группе «Отход» (его же, 91‑й школы; «просуществовала в разных составах десять лет», «осталась в девяностых»). В 1997—2000 годах бас-гитарист в рок-группе «Безумный Пьеро». С 2001 года бас-гитарист рок-группы «Эшелон», автор её многих текстов. Группа выступает, в частности, на демонстрациях прокоммунистической оппозиции. Газета А. Проханова «Завтра» в своём обзоре назвала группу «одним из несомненных лидеров красного андеграунда». Негативно относится к творчеству российской поп-группы «Тату», скептически называя этот дуэт «национальной гордостью путинской России».
Основатель движения «Рок-коммуна» и ныне лидер группы «Эшелон».
Также участник рок-группы «Банда Махоркина», проекта «1991».
В 2010 году женился и тогда же стал отцом, дочь Вера.

## Цитаты
- Литература только тогда заслуживает внимания общества, когда вырывается в авангард событий, когда нерв писателя выставлен под все ветра перемен[53].
- [Советский] рок, увы, объективно сыграл свою роль в контрреволюции. (2019)